# Bockhorst
Bockhorst es un municipio situado en el distrito de Emsland, en el estado federado de Baja Sajonia (Alemania). Tiene una población estimada, a mediados de 2021, de 968 habitantes.
Forma parte de la comunidad de municipios (samtgemeinde) de Nordhümling.
Está ubicado a poca distancia al este de la frontera con Países Bajos y al norte de la frontera con el estado de Renania del Norte-Westfalia.